# Alivio de luto
Alivio de luto és el divuitè disc de Joaquín Sabina, que va sortir a la venda el 2005 i del que se n'han venut 250.000 exemplars. La lletra de la cançó "Nube negra" va ser escrita pel poeta Luis García Montero.

## Llista de cançons
1. Pájaros de Portugal
2. Pie de guerra
3. Ay rocío
4. Contrabando
5. Paisanaje
6. Resumiendo
7. Mater España
8. Con lo que eso duele
9. Dos horas después
10. Me pido primer
11. Nube negra
12. Números rojos

+un. Seis tequilas
Aquest darrer treball inclou, a més, un DVD amb una entrevista realitzada pel periodista Javier Rioyo a Joaquín Sabina i als productors del disc, a més de versions, acústiques i casolanes, d'algunes de les cançons del disc.